# Steve Rubell
Steve Rubell (2 de diciembre de 1943 - 25 de julio de 1989) fue un empresario estadounidense, copropietario de la popular discoteca neoyorquina Studio 54.

## Vida

### Primeros años
Rubell y su hermano Don pasaron su infancia en Brooklyn, Nueva York. Su padre trabajaba para el Servicio Postal de los Estados Unidos, convirtiéndose más tarde en un jugador de tenis profesional. Rubell asistió al instituto Wingate High School, y también fue un excelente jugador de tenis, pero decidió no dedicarse a ello profesionalmente.

### Educación
Al comenzar los estudios en la Universidad de Siracusa, Rubell tenía la intención de convertirse en dentista, pero finalmente estudiaría finanzas e historia. Rubell nunca fue un buen estudiante, pero completó la carrera y más tarde hizo un máster en Finanzas. Cuando asistía al college conoce a Ian Schrager, quien se convirtió en su amigo íntimo y socio.

### Negocios
Rubell se unió a la Guardia Nacional de los Estados Unidos, y tras completar el servicio en la unidad de inteligencia militar regresó a Nueva York, donde comenzó a trabajar en una firma de corretaje. Fue entonces cuando decidió comenzar su propio negocio y abrió dos restaurantes, uno en Queens, Nueva York, y el otro en New Haven, Connecticut.

## Rubell y la noche neoyorquina

### La era Studio 54
En 1974, Rubell se asoció con Schrager para abrir una cadena de restaurantes, y después de pasar algún tiempo por la noche de Nueva York, los dos decidieron abrir su propio club. John Addison, propietario de La Jardin en la calle 43 Oeste, presentó a Rubell a Billy Smith en 1974. Más tarde le encargarían la promoción de su nueva local, llamado “Jardines encantados”, un restaurante musical en Queens. Estando todavía en el negocio de las discotecas, Smith se unió a Rubell y Schrager a tiempo parcial en Studio 54 en la primavera de 1977, y más tarde lo haría a tiempo completo en 1981. Smith continuó con los dos socios hasta el cierre de Studio 54 en abril de 1986.
Rubell y Schrager abrieron 2 clubes, uno en Boston, con John Addison de La Jardin y el otro -El Jardín encantado- en Queens, en 1975. En abril de 1977 abrieron Studio 54 en un antiguo estudio de televisión en la calle 54th Oeste. Rubell se convirtió en una cara familiar a las puertas del edificio, seleccionando la gente que podía y no podía pasar si se adecuaban a sus estándares. Rubell también se ocupó de que los famosos que iban al club tuvieran lujosas fiestas aseguradas. Su táctica funcionó, ya que el club ganó 7 millones de dólares en su primer año.
En diciembre de 1978, Studio 54 sufrió una redada policial después de que Rubell dijera en una entrevista que solo la Mafia era más rentable que su negocio. En junio de 1979, Rubell y Schrager fueron acusados de evasión de impuestos, obstrucción a la justicia y conspiración para obtener presuntamente casi 2,5 millones de dólares en ingresos no declarados al fisco mediante un sistema de Rubell llamado “cash-in, cash-out and skim”. Una segunda redada se produjo en diciembre de 1979. 
La pareja contrató a Roy Cohn para defenderlos, pero el 18 de enero de 1980 fueron condenados a tres años y medio de cárcel y a pagar una multa de 20.000 dólares cada uno por el fraude fiscal cometido. El 4 de febrero de 1980, Rubell y Schrager entraron en prisión y Studio 54 fue vendida en noviembre de ese año por 4.750.00 dólares. En enero de 1981, Rubell y Schrager fueron puestos en libertad después de confesar los nombres de los propietarios de otros clubes que habían evadido impuestos.

### Hoteles
Ya en libertad, Rubell y Schrager compraron el Hotel Executive en Madison Avenue y lo renombraron como Morgan's. Más tarde Rubell abrió el Palladium, un gran club de baile famoso por exhibir el arte de Keith Haring, Jean-Michel Basquiat y Andy Warhol, y considerada fundamental en la noche de Nueva York en los ochenta. En 2007, el Palladium fue demolido y en su solar fue construida una residencia universitaria para alumnos de Nueva York.